# Kusmishera
Kusmishera (en népalais : कुस्मीशेरा) est un comité de développement villageois du Népal situé dans le district de Baglung. Au recensement de 2011, il comptait 3 244 habitants.